# 隼鷹型航空母艦
隼鷹型航空母艦（じゅんようがたこうくうぼかん）は、大日本帝国海軍の航空母艦の艦型。橿原丸級貨客船を改造した中型空母である。ミッドウェー海戦で主力空母4隻を失った日本海軍にとって、貴重な空母戦力となった。

## 歴史
日本海軍は、造船業界の不況対処および戦時の優秀船舶確保のために、一部の民間造船所および建造船舶に補助を与えていた。サンフランシスコ航路のために日本郵船が1938年（昭和13年）に計画、1939年（昭和14年）に起工した大型高速客船「橿原丸」と「出雲丸」は、商船としてはそれまでの日本船舶で最大で、建造にあたり大型優秀船建造助成施設を適用され、有事の際に航空母艦に改造できる設計をとることを条件として、日本海軍から建造費用の6割の補助を受けていた。1940年に開催予定だった東京オリンピックのために建造され始めたとも言われるが、起工は1939年3月である。のち対米関係が悪化した1940年（昭和15年）に、両客船は空母への改造が決定された。1941年（昭和16年）2月、海軍が日本郵船より建造中の2隻を買収する。「橿原丸」は第1002番艦として「隼鷹」（じゅんよう）、「出雲丸」は第1001番艦として「飛鷹」（ひよう）と新たに命名された。
機数は減少しているが、正規空母と同種の艦上攻撃機を搭載した。当初計画では、九六式艦上戦闘機12機、九六式艦上攻撃機18機、九七式艦上攻撃機18機を搭載することが予定されていたが、1941年になると零式艦上戦闘機15機（補用3）、九九式艦上爆撃機20（補用2）、九七式艦上攻撃機18（甲板10機）、800 kg 爆弾54発、250 kg 爆弾198発、60 kg 爆弾348発、九一式改二魚雷27発搭載に変更となっている。ミッドウェー海戦後の1942年7月14日改訂では、隼鷹と飛鷹とも艦戦21、艦爆18、艦攻9（二航戦の僚艦「龍驤」が艦戦24、艦爆なし、艦攻9）となった。
原計画が最大24ノットの高速客船であったこともあり、空母改装後は25ノットを発揮した。日本海軍の保有する正規空母に対し、速力と攻撃力の双方で見劣りしたが、空母機動部隊として運用するのに最低限の性能はあった。1944年6月のマリアナ沖海戦では小沢中将（第一機動艦隊司令長官）直率の一航戦に正規空母3隻を集め、二航戦（隼鷹、飛鷹、龍鳳）は戦艦「長門」（速力約25ノット）と共に「乙部隊」を編成するなど、運用上の区別があった。この25ノットという速力は、大戦中期から登場し始めた大型、高速の新型機の運用にはやや困難が伴うものであった。艦載機用カタパルトを実用化できなかった日本海軍にとって大型高速化しつつあった艦載機（彗星、天山）の発艦問題、特に無風時は深刻であり、1944年（昭和19年）8月以降、発艦に補助ロケットを用いたケースがある。
艦橋は、日本海軍の空母としては特徴的だった。当初の計画では「龍驤」のように飛行甲板先端下部に設け、飛行甲板上には何も設けない予定であったが、設計中の正規空母「大鳳」が、従来の舷側から湾曲して出す煙突をやめ、飛行甲板上に設けた煙突と艦橋とを一体化する構造となることが決定したので、その事前試験の意味も含めて、欧米の空母では標準の、煙突と一体となったアイランドを日本空母として初めて採用している 。ただし、排煙による気流の乱れが艦載機の着艦を妨げないよう、煙突上部を右外側へ26度傾斜させており、この点は英米空母と異なった。この斜め煙突と艦橋が一体となったアイランドは、ミッドウェー海戦後に航空本部（航空本部部長片桐英吉中将、航空本部総務部長大西瀧治郎少将）が提出した意見書『航空母艦整備方針ニ関スル意見』「三　補助航空母艦計画要求概案」に「（イ）艦橋煙突　飛鷹型ニ準ズ」と記述されている。のちに大和型戦艦から改造された空母「信濃」にも採用された。「飛鷹」は竣工時から艦橋に二号一型電探（対空レーダー）を装備している。格納庫は二層で、エレベーターは飛行甲板の前部と後部に一基ずつ設置されている。
太平洋戦争においては、先に竣工した「隼鷹」が1942年5月3日をもって第四航空戦隊に配備され、「龍驤」と共にアリューシャン方面の戦いに参加した。ミッドウェー海戦後、第二航空戦隊は「隼鷹」「飛鷹」「龍驤」で再建された。ガダルカナル島の戦い以降の空母機動部隊を支える中核戦力として活躍した。隼鷹型の大戦後半の搭載機は零戦21、彗星18（9機は飛行甲板繋止）、天山9の合計48機だったという。これは、アメリカ海軍のヨークタウン級空母の搭載機の約半数で打撃力も半分であった。

## 特徴
機関に日本海軍としてはトップクラスの性能のボイラーを採用した。隼鷹（橿原丸）の三菱水管缶は 420℃、飛鷹の川崎ラモント缶は 420℃、蒸気圧はそれぞれ 42気圧・40気圧で、駆逐艦島風の機関を上回り、アメリカ海軍のエセックス級空母に匹敵するスペックであった。一方で、下部格納庫は缶室の真上にあって温度上昇に悩まされ、すのこを敷きつめて解決を図っている。2軸推進であったが、スクリューの直径は日本海軍最大の直径5.5 mであった。「飛鷹」は1942年（昭和17年）10月20日に機関故障を起こし、日本海軍は南太平洋海戦を前に貴重な航空戦力の一角を失っている。
本型は商船改造空母ではあったが、当初から空母への改造が念頭に置かれていたために、装備された装甲は「蒼龍」に準する内容（水中防御の装甲は劣る）となっており、商船改造空母としては世界的に見ても異例の防御力を持っていた。弾薬庫甲板、後部舷側、ガソリンタンク甲板が25 mm DS鋼板、機関室舷側のみ20 mm＋25 mm DS鋼板で構成されている。機関部分も2重底とされていた。ミッドウェー作戦に連動したアリューシャン作戦直前、佐伯湾に停泊していた「隼鷹」に転勤した山川兵曹によれば、「変てこな煙突」の空母の艦首に、乗っていた内火艇が衝突した。すると「隼鷹」の外舷が凹んでおり、同乗者と共に不安を抱いている。また珊瑚海海戦で損傷した空母「翔鶴」から「隼鷹」に転勤した河野茂(三等飛行兵曹)は、「いままでに乗ったどの艦よりもゆったりして、優しい感じだった」と述べている。
「飛鷹」副長によれば、燃料満載・燃料未載の場合、艦橋が右舷にあるため右舷に7度傾斜した。1943年末に「飛鷹」では副長の主張により、左舷空所にバラストをつめて満載時傾斜が右3度に減っている。また軍艦のように区画が細分化されておらず、被害を受けた際に区画的に防御を行う能力には劣っていた。
アメリカ海軍はマリアナ沖海戦で「飛鷹」を撃沈した際に「迅鷹（はやたか）級航空母艦」の表現を使った。

## 同型艦
- 隼鷹
- 飛鷹

## 注・出典